# Manuel Campoamor
Manuel Oscar Campoamor (Montevideo, 7 de noviembre de 1877 - Buenos Aires, 29 de abril de 1941) fue un músico y compositor uruguayo, residente desde niño en Argentina.

## Biografía

### Primeros años
Su padre era asturiano, primo hermano del poeta Ramón de Campoamor y se trasladó a Buenos Aires cuando Manuel era un niño. Por afición comenzó a estudiar el piano de oído, y mediante la venta de barriletes a sus amigos –ya que era hábil fabricante de los mismos- juntó ahorros suficientes para comprarse un pequeño piano de estudio. Entre sus profesores de música, se encontraba el director y compositor español Leopoldo Corretjer, a quien Campoamor dedicó en 1899 su primer tango, Sargento Cabral.   

### Sus empleos
Campoamor residió parte de su juventud en el barrio de San Telmo, y entre 1893 y 1896 trabajó como telegrafista policial; en 1897 lo hizo en la Dirección General de Correos y Telégrafos, después en la Bolsa de Comercio y desde 1899 hasta 1904 en "The Central and South American Telegraph Co.". Más adelante, comenzó a trabajar en la tienda Gath & Chaves, en la cual tras 25 años llegó con sucesivos ascensos desde un modesto puesto inicial al cargo de gerente de explotación. Tuvo también otras ocupaciones, como martillero, jefe de propaganda y avisos del diario La Fronda y empleado municipal.

### Actividad como músico
Paralelamente a esos trabajos realizó su actividad en el campo de la música, llegó a ser un notable pianista e integró pequeños conjuntos. Acompañó en el piano en presentaciones a Gabino Ezeiza, tocaba en casas particulares y en casas de baile. 
Campoamor se desempeñó como pianista en la famosa casa de bailes de María "La Vasca", ubicada en Carlos Calvo, cerca de la esquina de la calle Jujuy. También hizo muchas grabaciones acompañando a Gabino Ezeiza, Higinio Cazón y Linda Thelma, entre otros. Su producción como compositor no fue muy copiosa; a su primer tango, Sargento Cabral –que le fue transcripto en la partitura por otro, pues en ese momento todavía no sabía hacerlo- se agregaron luego En el séptimo cielo (1900), La c... ara de la l... una (1901), La metralla (1902), Muy de la garganta (1903) y el último Mi capitán (1905).
La c... ara de la l... una es un tango –sin letra- de prostíbulo cuyo título original, La concha de la lora había sido cambiado para superar la censura. En lunfardo “concha” equivale a la vagina y “lora” era una denominación despectiva de prostituta (hoy en desuso con ese significado). La expresión total –que se considera lenguaje grosero- se utiliza todavía a modo de exclamación, como queja ante una situación adversa o desafortunada, y no como insulto dirigido a otra persona.
Cuando Campomar se casó el 29 de octubre de 1922, ya no actuaba en público pero continuaba tocando el piano en su hogar y realizando con sus amigos partidas de ajedrez, juego en el que era habilísimo. 
Falleció el 29 de abril de 1941, como resultado de cáncer pulmonar.